# مجلس الأمة الكويتي 2016
مجلس الامة الكويتي 2016 (الفصل التشريعي الخامس عشر) من 11 ديسمبر 2016 حتى 11 ديسمبر 2020 أجريت انتخابات المجلس في يوم السبت 26 نوفمبر 2016 بعد أن صدر مرسوماً بحل مجلس الأمة 2013 في 16 أكتوبر 2016 ، وعقد المجلس جلسته الأولى في يوم الثلاثاء 11 ديسمبر 2016 بعد افتتاح من صاحب السمو أمير البلاد الشيخ صباح الأحمد الجابر الصباح. وأنتخب المجلس في جلسته الأولى مرزوق علي الغانم رئيساً للمجلس وعيسى أحمد الكندري نائباً للرئيس. 

## أعضاء مجلس الأمة
نسبة التغيير وصلت إلى 62% عن مجلس 2013، إذ لم ينجح من المجلس السابق سوى 19 نائباً. وهي ثالث انتخابات تجري بالصوت الواحد. حصلت امرأة واحدة فقط من العنصر النسائي على مقعد في البرلمان. فاز الشيعة بستة مقاعد. بينما شهدت الانتخابات تراجعاً ملحوظاً لقبيلتي العوازم والمطير. حصل ثامر السويط على أعلى عددٍ من الأصوات في جميع الدوائر بلغ العدد 5601 صوتاً.

### أعضاء مجلس الأمة الكويتي 2016
| الاسم                                        | الدائرة الانتخابية |
| -------------------------------------------- | ------------------ |
| عدنان سيد عبدالصمد                           | الدائرة الأولى     |
| عيسى أحمد الكندري                            | الدائرة الأولى     |
| محمد مروي الهدية                             | الدائرة الأولى     |
| الدكتور عادل جاسم الدمخي                     | الدائرة الأولى     |
| عبدالله يوسف الرومي                          | الدائرة الأولى     |
| صالح أحمد عاشور                              | الدائرة الأولى     |
| مبارك سالم الحريص                            | الدائرة الأولى     |
| أسامة عيسى الشاهين                           | الدائرة الأولى     |
| خالد حسين الشطي                              | الدائرة الأولى     |
| صلاح عبدالرضا خورشيد                         | الدائرة الأولى     |
| مرزوق علي الغانم                             | الدائرة الثانية    |
| رياض أحمد العدساني                           | الدائرة الثانية    |
| خليل إبراهيم الصالح                          | الدائرة الثانية    |
| الدكتور جمعان ظاهر الحربش (من 2016 حتى 2019) | الدائرة الثانية    |
| الدكتور بدر حامد الملا (منذ 2019)            | الدائرة الثانية    |
| حمد سيف الهرشاني                             | الدائرة الثانية    |
| محمد براك المطير                             | الدائرة الثانية    |
| خلف دميثير العنزي                            | الدائرة الثانية    |
| راكان يوسف النصف                             | الدائرة الثانية    |
| الدكتور عودة عودة الرويعي                    | الدائرة الثانية    |
| عمر عبدالمحسن الطبطبائي                      | الدائرة الثانية    |
| عبدالوهاب محمد البابطين                      | الدائرة الثالثة    |
| سعدون حماد العتيبي                           | الدائرة الثالثة    |
| يوسف صالح الفضالة                            | الدائرة الثالثة    |
| الدكتور عبدالكريم عبدالله الكندري            | الدائرة الثالثة    |
| صفاء عبدالرحمان الهاشم                       | الدائرة الثالثة    |
| محمد حسين الدلال                             | الدائرة الثالثة    |
| وليد مساعد الطبطبائي (من 2016 حتى 2019)      | الدائرة الثالثة    |
| عبدالله أحمد الكندري (منذ 2019)              | الدائرة الثالثة    |
| الدكتور خليل عبدالله أبل                     | الدائرة الثالثة    |
| محمد ناصر الجبري                             | الدائرة الثالثة    |
| أحمد نبيل الفضل                              | الدائرة الثالثة    |
| ثامر سعد السويط                              | الدائرة الرابعة    |
| مبارك هيف الحجرف                             | الدائرة الرابعة    |
| محمد هايف المطيري                            | الدائرة الرابعة    |
| سعد علي الخنفور                              | الدائرة الرابعة    |
| عبدالله فهاد العنزي                          | الدائرة الرابعة    |
| شعيب شباب المويزري                           | الدائرة الرابعة    |
| علي سالم الدقباسي                            | الدائرة الرابعة    |
| عسكر عويد العنزي                             | الدائرة الرابعة    |
| فراج زبن العربيد                             | الدائرة الرابعة    |
| سعود محمد الشويعر                            | الدائرة الرابعة    |
| الدكتور حمود عبدالله الخضير                  | الدائرة الخامسة    |
| حمدان سالم العازمي                           | الدائرة الخامسة    |
| الحميدي بدر السبيعي                          | الدائرة الخامسة    |
| طلال سعد الجلال                              | الدائرة الخامسة    |
| فيصل محمد الكندري                            | الدائرة الخامسة    |
| خالد مؤنس العتيبي                            | الدائرة الخامسة    |
| ماجد مساعد المطيري                           | الدائرة الخامسة    |
| نايف عبدالعزيز المرداس                       | الدائرة الخامسة    |
| ناصر سعد الدوسري                             | الدائرة الخامسة    |
| الدكتور محمد هادي الحويلة                    | الدائرة الخامسة    |

## نسبة المشاركة
بلغت نسبة المشاركة في المجمل 68% في الدوائر الخمس مُتقدماً على المجلس الأخير الذي بلغت نسبته آنذاك 52%.
- الدائرة الأولى: 64.5%
- الدائرة الثانية: 58.8
- الدائرة الثالثة: 68.6%
- الدائرة الرابعة: 68.2%
- الدائرة الخامسة: 48.3

## انتخابات رئاسة المجلس

### انتخابات الرئاسة
فاز برئاسة المجلس مرزوق علي الغانم برقم قياسي في تاريخ الفصول التشريعية لمجلس الأمة:
- مرزوق علي الغانم 48 صوت.
- عبدالله يوسف الرومي 9 أصوات.
- شعيب شباب المويزري 8 أصوات.

### انتخابات نائب الرئيس
فاز عيسى أحمد الكندري بمنصب نائب الرئيس برصيد 32 صوتاً مُتفوقاً بفارق صوت واحد عن مُنافسه الدكتور جمعان ظاهر الحربش.

### انتخابات أمين سر المجلس
فاز عودة الرويعي بمنصب أمين سر المجلس بعد منافسه مع وليد الطبطبائي وصفاء الهاشم:
- عودة الرويعي 25 صوت.
- وليد الطبطبائي 21 صوت.
- صفاء الهاشم 18 صوت.

### انتخابات مراقب المجلس
فاز نايف المرداس بمنصب مراقب المجلس بالتزكية.

## أدوار الانعقاد
شهد مجلس الأمة الكويتي 2016 خمسة أدوار أنعقاد عادية  

### قائمة أدوار انعقاد مجلس الأمة 2016
| دور الإنعقاد                 | بداية الفترة   | نهاية الفترة   |
| ---------------------------- | -------------- | -------------- |
| دور الانعقاد الأول           | 11 ديسمبر 2016 | 8 يونيو 2017   |
| دور الانعقاد الثاني          | 24 أكتوبر 2017 | 28 يونيو 2018  |
| دور الانعقاد الثالث          | 30 أكتوبر 2018 | 3 يوليو 2019   |
| دور الانعقاد الرابع          | 29 أكتوبر 2019 | 8 أكتوبر 2020  |
| دور الانعقاد الخامس التكميلي | 20 أكتوبر 2020 | 20 أكتوبر 2020 |

## الأعمال
عقد المجلس خلال الأربع سنوات 135 جلسة، مرر خلالها 401 تشريعًا منها 69 قانون عام و47 اتفاقية و150 ميزانية 135 حسابًا ختاميًّا.
من الناحية الرقابية، قدم المجلس 5517 سؤالًا برلمانيًّا و23 استجوابًا، كان ثمانية منها موجهة لرئيس مجلس الوزراء الشيخ جابر المبارك الحمد الصباح.

## مواضيع متعلقة
- الدوائر الانتخابية في الكويت.
- انتخابات مجلس الأمة الكويتي 2016.